# Người Sunda
Người Sunda (tiếng Indonesia: suku Sunda, tiếng Sunda: Urang Sunda) là một tộc người bản địa ở phía tây đảo Java. Hiện nay dân số người Sunda vào khoảng 30,9 triệu người (tổng điều tra dân số năm 2000), phần lớn họ theo đạo Hồi. Tuyệt đại bộ phận người Sunda hiện nay sống ở Tây Java (26,4 triệu người), một số ít sống ở Lampung (60 vạn người), Jakarta (1,3 triệu người) và Banten (1,9 triệu người).

## Từ nguyên

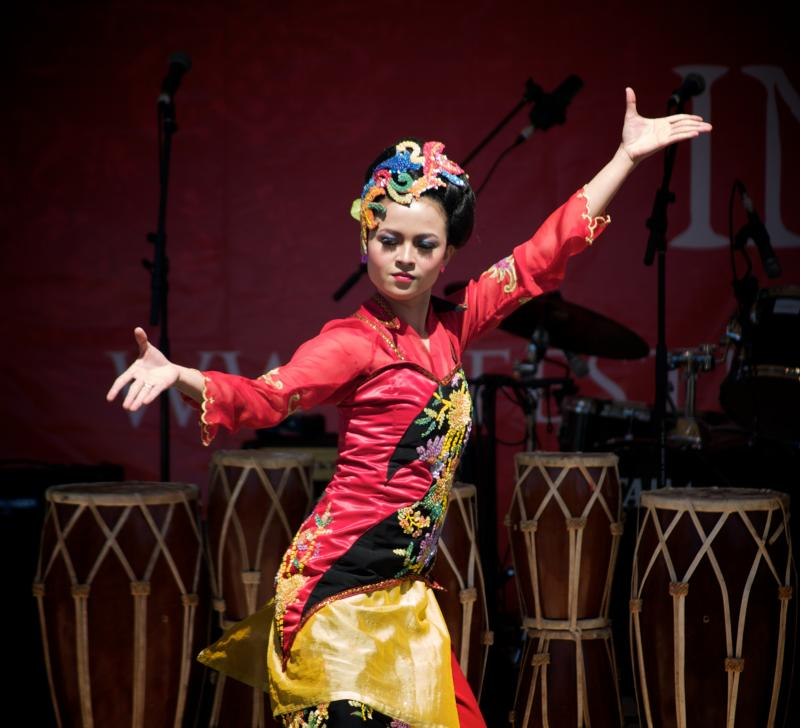
Điệu múa Jaipongan truyền thống của người Sunda.

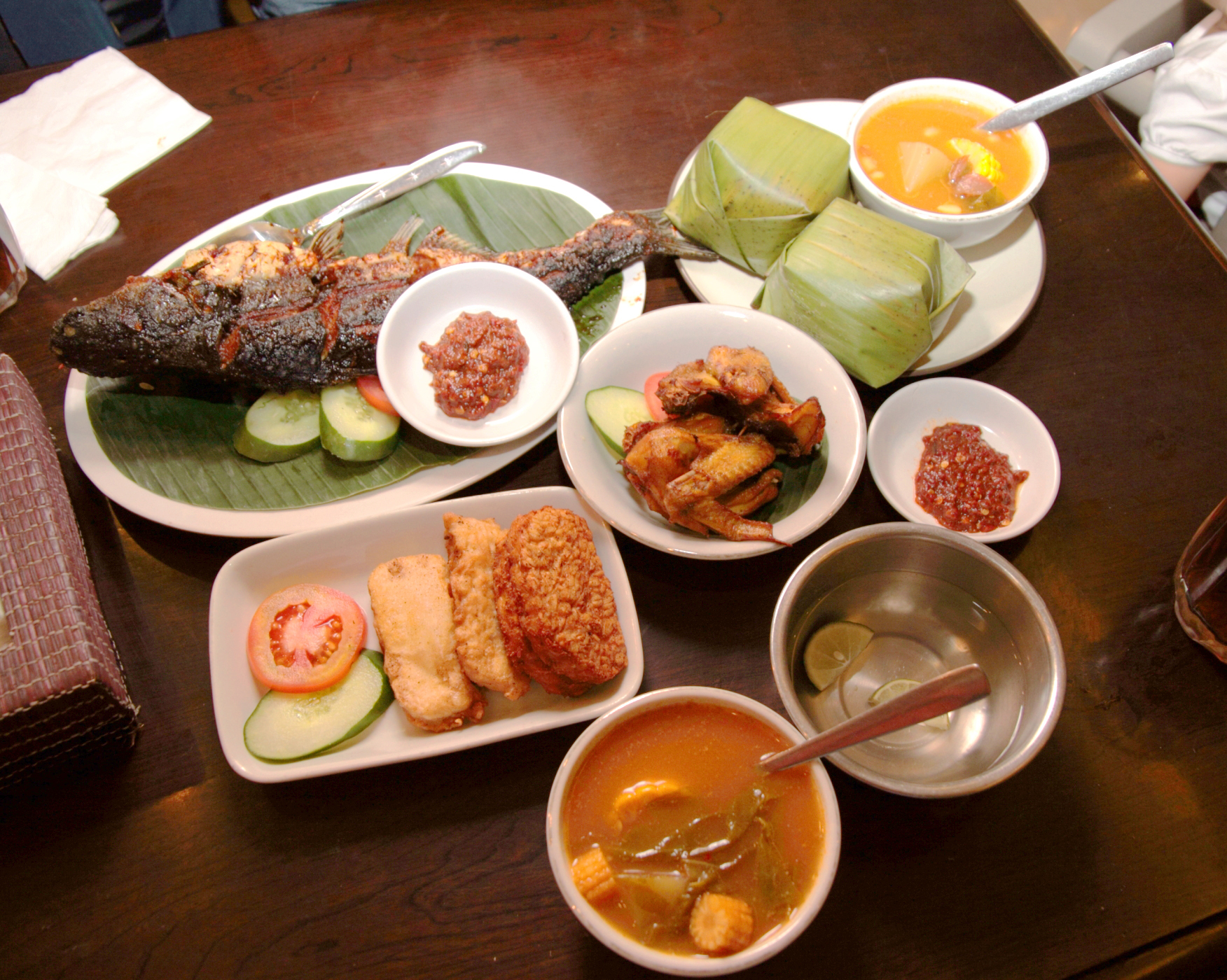
Một bữa ăn phục vụ tại nhà hàng ẩm thực Sunda.

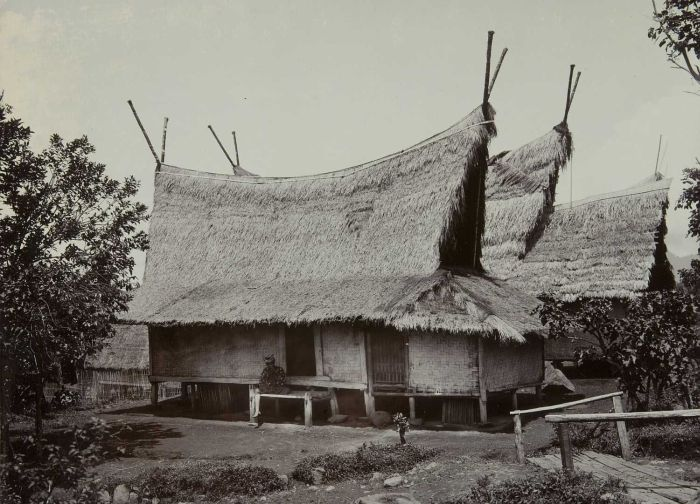
Nhà truyền thống của người Sunda.

Từ Sunda bắt nguồn từ "su" trong tiếng Sunda nghĩa là "tốt". Sunda còn có nghĩa là "sáng sủa", "sạch sẽ".